# 郝荣泰
郝荣泰（1932年—），男，辽宁辽阳人，中国电力机车变流技术专家，曾任北方交通大学教授、博士生导师。